# Caslon
Caslon – nazwa szeryfowego kroju pisma zaprojektowanego przez Williama Caslona I (1692–1766) lub krojów inspirowanych jego projektem.
William Caslon pracował jako projektant czcionek używanych do składania form i matryc przeznaczonych do odlewania w metalu i stosowanych w druku. Swoje projekty wykonywał przy wykorzystaniu szeryfów (tradycja ta dziś określana jest mianem liternictwa starego typu), tworząc litery o stosunkowo ograniczonej strukturze przypominającej pismo odręczne. W tamtym czasie w Anglii nie było dobrze wykształconych i rozpowszechnionych tradycji projektowania czcionek i rytownictwa, dlatego Caslon zaadaptował tradycje niderlandzkie, wzorując się na holenderskich antykwach barokowych cieszących się na Wyspach dużą popularnością. Projekty Caslona przez wysokiej jakości wykonanie i atrakcyjny wygląd (odpowiednie do składania długich fragmentów tekstów) szybko zaczęły cieszyć się dobrą opinią.
W kroju Caslona prosty (antykwowy) glif „A” ma wklęsłe zagłębienie z lewej strony wierzchołka górnego, a „G” pozbawione jest ostrogi skierowanej w dół z prawej strony. Laski w glifie „M” są proste, wewnętrzny wierzchołek górny „W” ma podwójny szeryf, a trzon „b” zakończony jest u dołu charakterystycznym zwężeniem. Wydłużenia górne i dolne są stosunkowo krótkie, a kontrast w tekście złożonym Caslonem jest łagodny.  William Caslon stworzył glify subtelnie różniące się w zależności od wielkości – w większych stopniach pisma zwiększały się też szczegóły wykończeń i rósł kontrast grubości obrysu znaku i tak np. w Caslonie w większych stopniach antykwowe „C” ma dwa szeryfy, podczas gdy w mniejszych szeryfem zwieńczone jest tylko zakończenie górne glifu. W kursywie zakończenie prawej dolnej podstawy znaku „h” jest zawinięte do wewnątrz a „A” jest ostro pochylone. Pochyłe „Q”, „T”, „v”, „w” i „z” są bardziej ozdobne (posiadają zawijasy) i zaprojektowane w nowych kształtach.  Kursywne „J” ma poprzeczkę, a czcionka z tym znakiem w różnych rozmiarach była używana przez Caslona przy próbach zaprojektowania znaku funta.
Krój pisma stworzony przez Caslona był popularny zarówno za życia autora, jak i po jego śmierci. Po krótkim okresie zapomnienia na początku XIX w. powrócił do popularności i szczególnie chętnie wykorzystywany był do składania dłuższych partii tekstu, np. kiążek. Istnieje wiele krojów pisma inspirowanych w mniejszym lub większym stopniu krojem Caslona. Współcześnie w tego rodzaju projektach często modyfikowane są pogrubienia znaków oraz tworzne są cyfry zwykłe o wysokości wersalików, które za czasów Caslona nie były używane. William Berkson, projektant jednego ze wznowień kroju Caslona, określa go jako „wygodny i przystępny”.

## Historia

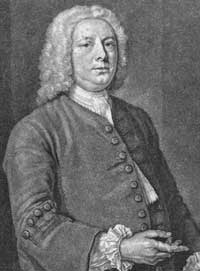
Grawiurowy portret Williama Caslona wykonany przez Johna Fabera młodszego.

Caslon rozpoczął swoją karierę w Londynie jako czeladnik wykonujący ozdobne grawerowania na broni palnej i innych przedmiotach metalowych. Według drukarza i historyka, Johna Nicholsa, znawcy życia i działalności projektowej Caslona, dokładność jego pracy jako czeladnika zwróciła uwagę znanych londyńskich drukarzy, którzy wkrótce zlecili mu wykonanie metalowych czcionek z glifami języków egzotycznych, a następnie, gdy Caslon wyrobił już sobie reputację, powierzyli mu także zadanie wykonania czcionek dla alfabetu łacińskiego. Tworzenie czcionek było trudną sztuką – wiele stosowanych technik było trzymanych w ścisłej tajemnicy i przekazywanych tylko z ojca na syna. Jak podaje Nichols, sam Caslon, po wypracowaniu własnej metody, swoją wiedzę przekazywał synowi w domu za szczelnie zamkniętymi drzwiami, by nikt nie mógł ich podglądać. W związku z tym, że na początku XVIII w. brytyjscy drukarze nie odnosili zbytnich sukcesów jeśli chodzi o projektowanie krojów pisma ani też nie mogli poszczycić się bogatą tradycją na tym polu, musieli korzystać z urządzeń i metod sprowadzanych z Holandii lub Francji. Kroje Caslona pozostają więc pod wyraźnym wpływem popularnych w tamtym okresie krojów holenderskich. James Mosley pisze o jego wczesnych pracach: „kroje zaprojektowane przez Caslona były bezpośrednio wzorowane na antykwach i kursywach, które pojawiły się w 1695 r. we wzorniku wydanym przez wdowę po amsterdamskim drukarzu Dircku Voskensie i których przez kilka lat używał Bowyer. Projekty Caslona ostatecznie zastąpiły je w r. 1725. Zaproponowane przez niego opracowanie antykwy, po raz pierwszy użyte w druku w r. 1728 i później tak podziwiane w wieku XX, czerpało bezpośrednio ze wzornika typograficznego Voskensa z początku XVII w. używanego przez kilku londyńskich drukarzy i obecnie przypisywanego francuskiemu grawerowi Nicolasowi Briotowi”. Mosley opisuje także kilka innych krojów zaprojektowanych przez Caslona jako „inteligentne adaptacje” wzornika Vockensa.

Krój Caslona szybko zaczął cieszyć się opinią solidnie wykonanego i estetycznego. W r. 1733 Henry Newman pisał o nim: „to dzieło Artysty, który zdaje się dążyć do wyniesienia swojego fachu nad wszystkich europejskich rzemieślników i prowadzi nasze drukarnie do zaprzestania posyłania do Holandii po Elzewira i nowe kroje drukarskie, tak do tej pory przez nich cenione”. Mosley opisuje pierwszy wzornik Caslona jako zawierający krój „o dużych proporcjach, składany z niezbyt dużym światłem międzyliterowym, co zwykle jest konieczne przy tekstach drukowanych małym stopniem pisma. Mimo to jest tak solidnie wykonany, że słowa, które są nim złożone, zachowują swój kształt i są dobrze czytelne. Jest to krój, który najlepiej sprawdzi się w publikacjach o wąskich, dwuszpaltowych kolumnach lub przy składaniu niewielkich rozmiarów oktaw. Caslon sprzedał także wzornik z glifami dla języka francuskiego, którego nie wykonał sam, a który prawdopodobnie był zmodyfikowanym pod pewnymi względami dziełem Josepha Moxona.  W porównaniu z bardziej subtelnymi, stylizowanymi i eksperymentalnymi projektami, jakie powstawały w Europie za życia Caslona (w szczególności z krojem Romain du roi i dziełami Fleischmanna w Amsterdamie oraz krojem Baskerville Johna Baskerville'a z Birmingham, który pojawił się pod koniec kariery Caslona), Caslon był dość konserwatywny. Johnston zauważa, że jego projekt z r. 1764 „równie dobrze mógłby powstać nawet sto lat wcześniej”. Stanley Morison z kolei opisuje krój Caslona jako „szczęśliwie archaiczny”.

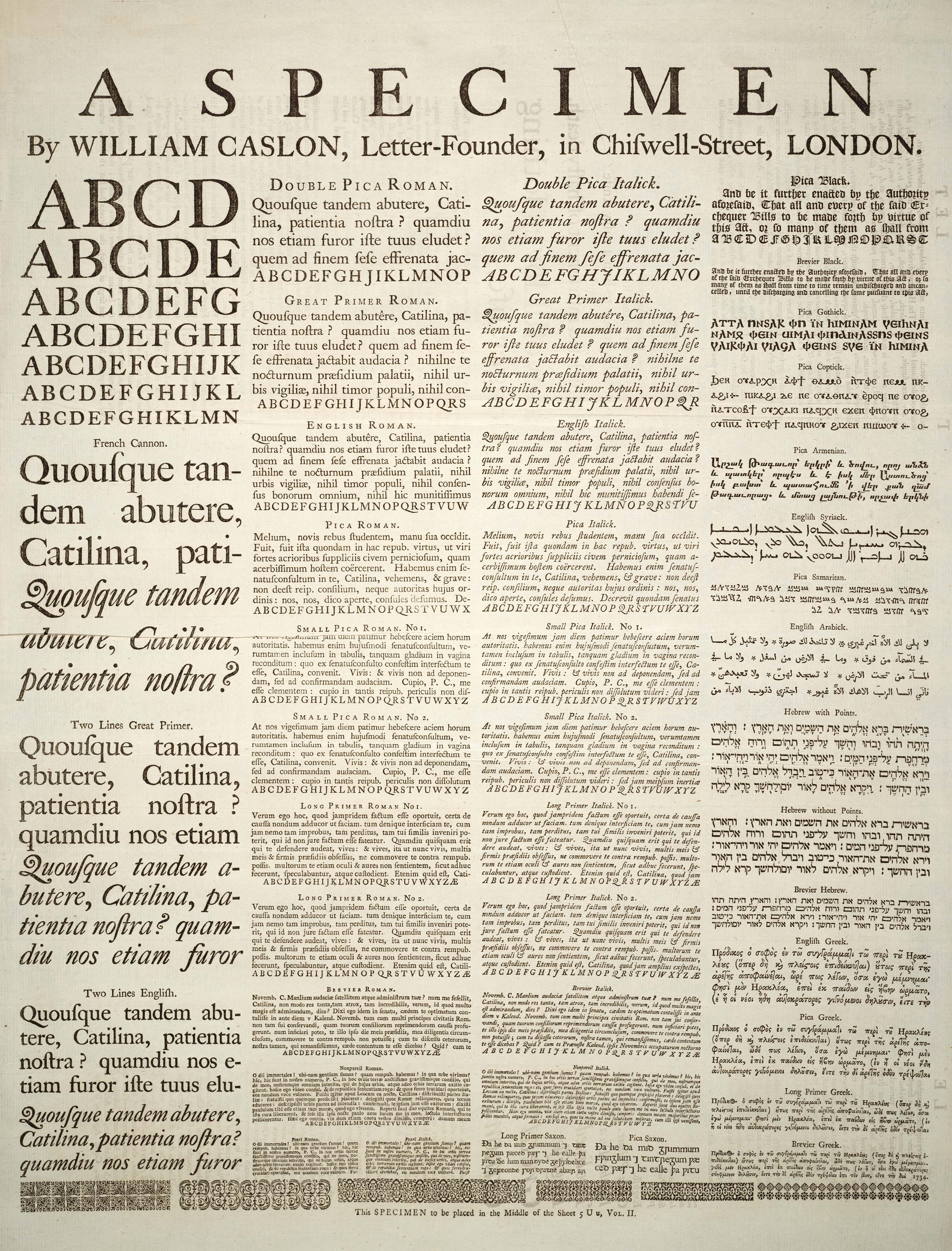
Wzornik Williama Caslona z 1734 roku. Niektóre z przedstawionych w nim krojów nie zostały wycięte przez Caslona – np. kanon dla francuskiej antykwy prawdopodobnie został zaprojektowany przez Josepha Moxona.

Chociaż kroje Caslona nie były szeroko rozpowszechnione w Europie, dystrybuowano je na terenie całego Imperium Brytyjskiego, w tym także w brytyjskich koloniach w Ameryce Północnej, gdzie zostały wykorzystane przy druku amerykańskiej Deklaracji Niepodległości. Po śmierci Williama Caslona I jego krój stracił na popularności. Swój renesans przeżył w latach 40. XIX w. za sprawą brytyjskiego ruchu artystycznego Arts and Crafts.
Poza tworzeniem zwykłych antykw Caslon zajmował się też projektowaniem krojów pogrubionych oraz „gotyckich” (i sprzedawaniem niektórych z wcześniejszych odlewów), które również zostały odbite w jego wzorniku. Kroje te nadawały się do składania stron tytułowych, wyróżników w tekście oraz inicjałów. Krój pogrubiony (bold) nie istniał w czasach Caslona, niemniej niektóre z jego krojów zaprojektowane w większych stopniach są bardzo bliskie bolda.
Jednym z argumentów podnoszonych w krytyce krojów Caslona było to, że zaprojektowana przez niego majuskuła zbytnio się wyróżnia w tekście, zaburzając szarość strony. Drukarz i projektant krojów pisma, Frederic Goudy, pisał: „duży kontrast pomiędzy pogrubionymi trzonami liter wersalikowych a delikatniejszymi trzonami małych liter nadaje stronie zaburzony, nierówny wygląd”. Jego zarzuty co do kroju Caslona skłoniły go do pracy nad własnym projektem i w 1911 przedstawił Kennerley Old Style jako alternatywę dla Caslona.

## Zmierzch popularności
Kroje stworzone przez Caslona z końcem XVIII w. przestały cieszyć się zainteresowaniem ze względu na pojawienie się pism przejściowych, takich jak Baskerville, a następnie antykwy klasycystycznej oraz pism modernistycznych. Projektami Caslona wciąż zarządzała odlewnia na Chiswell Street w Londynie, stopniowo zaczęła jednak wprowadzać do użytku i sprzedawać dodatkowe i alternatywne projekty, których część wykonywał syn Caslona, William Caslon II. Jego wnuk, William Caslon III, zerwał z rodzinną tradycją i założył konkurencyjną odlewnię na Salisbury Square, wykupując przedsiębiorstwo zmarłego Josepha Jacksona. Justin Howes przypuszcza, że od r. 1816 mogła mieć miejsce próba zmodernizowania niektórych krojów stworzonych przez Caslona w kierunku nowszych stylów, zważywszy na fakt, że projekty Caslona z lat 40. XIX w. obejmują kilka glifów, jak m.in.: „h”, „ſh”, „Q”, „T” oraz „Y”, które w takich formach nie mogły być znane Caslonowi, a które mogły zostać wycięte pod koniec XVIII w. w skromnej próbie dostosowania starej wersji kroju do nowych trendów. Glify „h”, „ſh” oraz „T” można zobaczyć w książkach z r. 1816, których większa część zdaje się być wydrukowana wysłużonym starym krojem”.
Nawet, gdy krój Caslona prawie całkowicie wyszedł już z użycia, wśród drukarzy i projektantów wciąż cieszył się niesłabnącą reputacją. Drukarz i reformator społeczny Thomas Curson Hansard napisał w 1825 r.:
„W początkach XVIII wieku zdolności naszych rodzimych typografów były na tyle mało cenione przez angielskich drukarzy z dużych metropolii, że mieli oni w zwyczaju sprowadzać wzory czcionek z Holandii (…) nasi drukarze do dziś mogliby zmagać się z problemami związanymi z takim importem, gdyby nie geniusz w osobie Williama Caslona, który wystąpił, aby ocalić swój kraj przed hańbą typograficznej niższości.                         
Z kolei Edward Bull w r. 1842 nazwał Caslona „wielkim mistrzem i ojcem angielskiej typografii”.

## Powrót do popularności

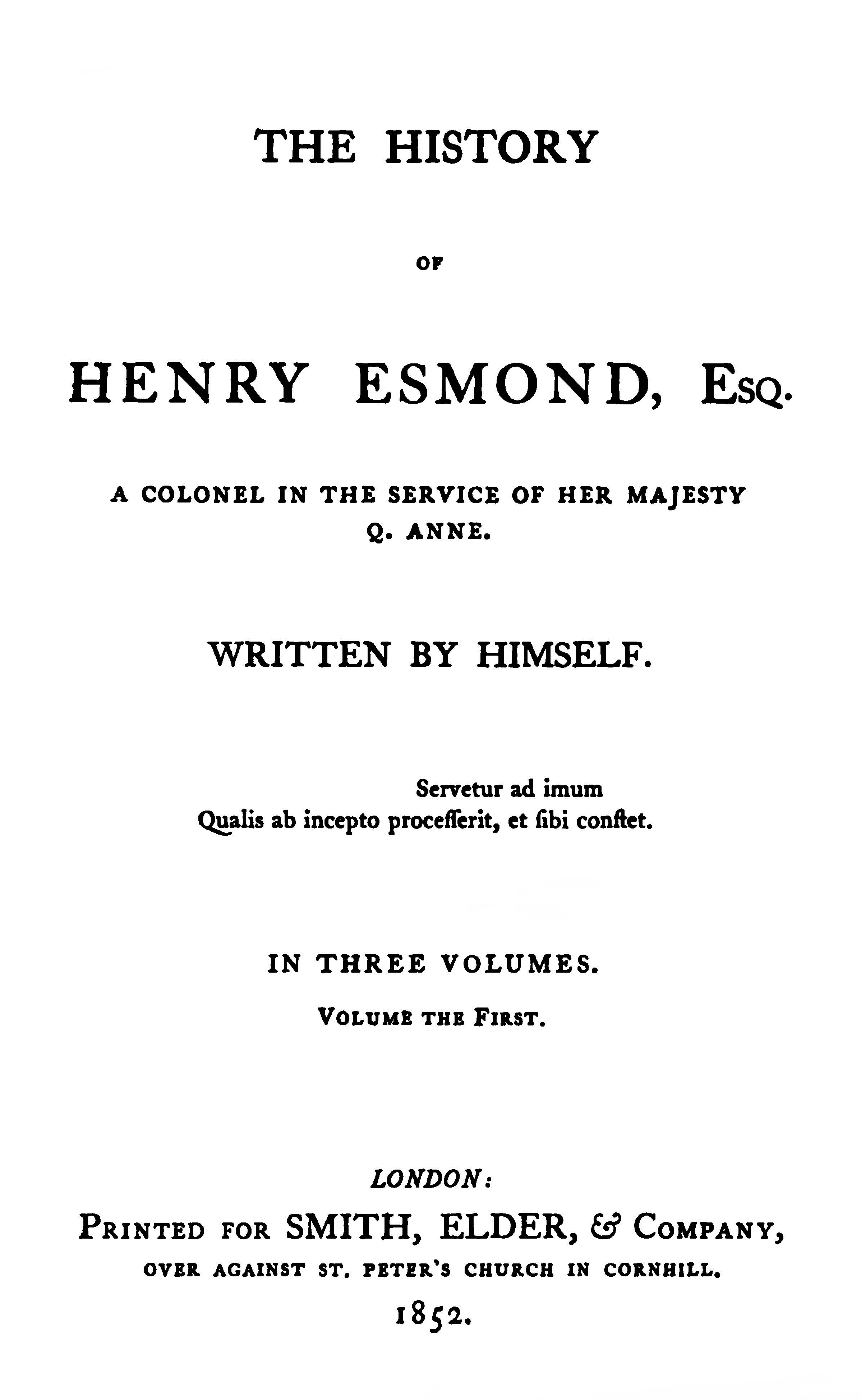
„Historia Henry’ego Esmonda” – powieść historyczna autorstwa Williama Thackeraya. Pierwsze wydanie ukazało się w r. 1852 i było złożone krojem zaprojektowanym przez Caslona – wtedy powracającym do mody. Celem wykorzystania Caslona w publikacji było przywrócenie go do świetności, którą cieszył się za czasów swoich początków w XVIII w.

Zainteresowanie osiemnastowiecznym drukiem powróciło z siłą w wieku XIX wraz z rozwojem ruchu Arts and crafts. Wtedy też do popularności wrócił krój Caslona wykorzystywany w drobnych drukach wydawanych przez Chiswick Press, a także używany do projektowania reklam. Często wykorzystywany był także do składania książek, użyty został np. w słynnej edycji Elementów Euklidesa, opracowanej przez Olivera Byrne’a i opublikowanej przez Williama Pickeringa nakładem Chiswick Press w 1847 r. Drobne zakłady wydawnicze, jak Chiswick Press, wykupiły od domu typograficznego Caslona licencję na jego oryginalny krój – kopie matryc zostały wykonane metodą galwanotechniki. Od lat 60. XIX w. zaczęły pojawiać się nowe kroje pisma projektowane w stylu podobnym do Caslona, począwszy od r. 1860 i opracowania przez odlewnię Miller & Richard zmodernizowanego Old Style. W tym czasie zakład Caslona w sekrecie wyciął nowe, ozdobne wersaliki, które były czytelniejsze od poprzednich, i podmienił niektóre z wcześniejszych.
W Stanach Zjednoczonych Caslon stał się niemal zupełnie nowym krojem przez modyfikację i rozszerzenie o nowe odmiany, takie jak: bold, condensed i inline. Niektóre z wprowadzonych modyfikacji miały ujednolicić krój na potrzeby amerykańskich standardów. Wiele zakładów typograficznych (często na własną rękę) wykonywało też swoje własne wersje tego kroju. Do lat 20. XX w. ATF (American Type Founders) zaoferował szeroki wachlarz odmian tego kroju, z których część nie otrzymała nawet nazwy, a jedynie numer i tak np. Bookman Old Style to potomek jednej z takich amerykańskich odmian Caslona. Seria modyfikacji sprawiła, że najnowsze zdygitalizowane odmiany Bookmana ze swoją dużą wysokością x, bardzo odmienną od oryginalnego Calona, wyglądają na nieco przerysowane. Zakłady stosujące skład gorący, jak Linotype, Monotype, Intertype i Ludlow, również stworzyły własne odmiany Caslona.

Wiele z krojów Caslona zostało stworzonych przez zmodernizowanie tylko niektórych z oryginalnych glifów. Digitalizacja kroju William Caslon Text objęła także dodatkowe stylistyczne warianty pozwalające użytkownikom kroju korzystać z oryginalnych znaków zaprojektowanych przez Caslona (które w kursywie są bardziej ozdobne) lub też ich wersji uproszczonych, w których np. „J” nie ma poprzecznej belki a „h” zostało pozbawione zawiniętego do wewnątrz zakończenia prawej podstawy.

Według projektanta książek Hugh Williamsa, drugi spadek popularności Caslona w Wielkiej Brytanii nastąpił dopiero w w. XX w związku z nastaniem renesansu innych krojów typu Old Style oraz krojów przejściowych odnowionych przez Monotype i Linotype. Były to m.in.: Bembo, Garamond, Plantin, Baskerville i Times New Roman.
Zakład Caslona powrócił jeszcze na rynek w latach 60. i 70. XX w. z technologią fotoskładu i później z techniką składu cyfrowego, w wyniku czego powstało kilkanaście nowych krojów noszących nazwę Caslon. Przez to, a także przez brak zastrzeżenia nazwy jako znak towarowy, wiele projektów mających tę nazwę tak naprawdę naśladuje oryginał z bardzo różnym stopniem zachowania wierności.
Wiele oryginalnych czcionek i matryc (razem z wieloma zamiennikami i dodatkowymi odmianami) przetrwało w kolekcji zakładu Caslona – obecnie wszystkie te elementy znajdują się w posiadaniu St Bride Library oraz Muzeum Typografii w Wielkiej Brytanii. Kopie matryc i czcionek posiadane przez paryski oddział wytwórni Caslona zostały włączone do kolekcji Musée de l'Imprimerie w Nantes. Badania naukowe nad krojami Caslona prowadzili tacy historycy, jak m.in.: Alfred F. Johnson, Harry Carter, James Mosley i Justin Howes.

## Tradycyjne wersje Caslona

### Caslon Old Face

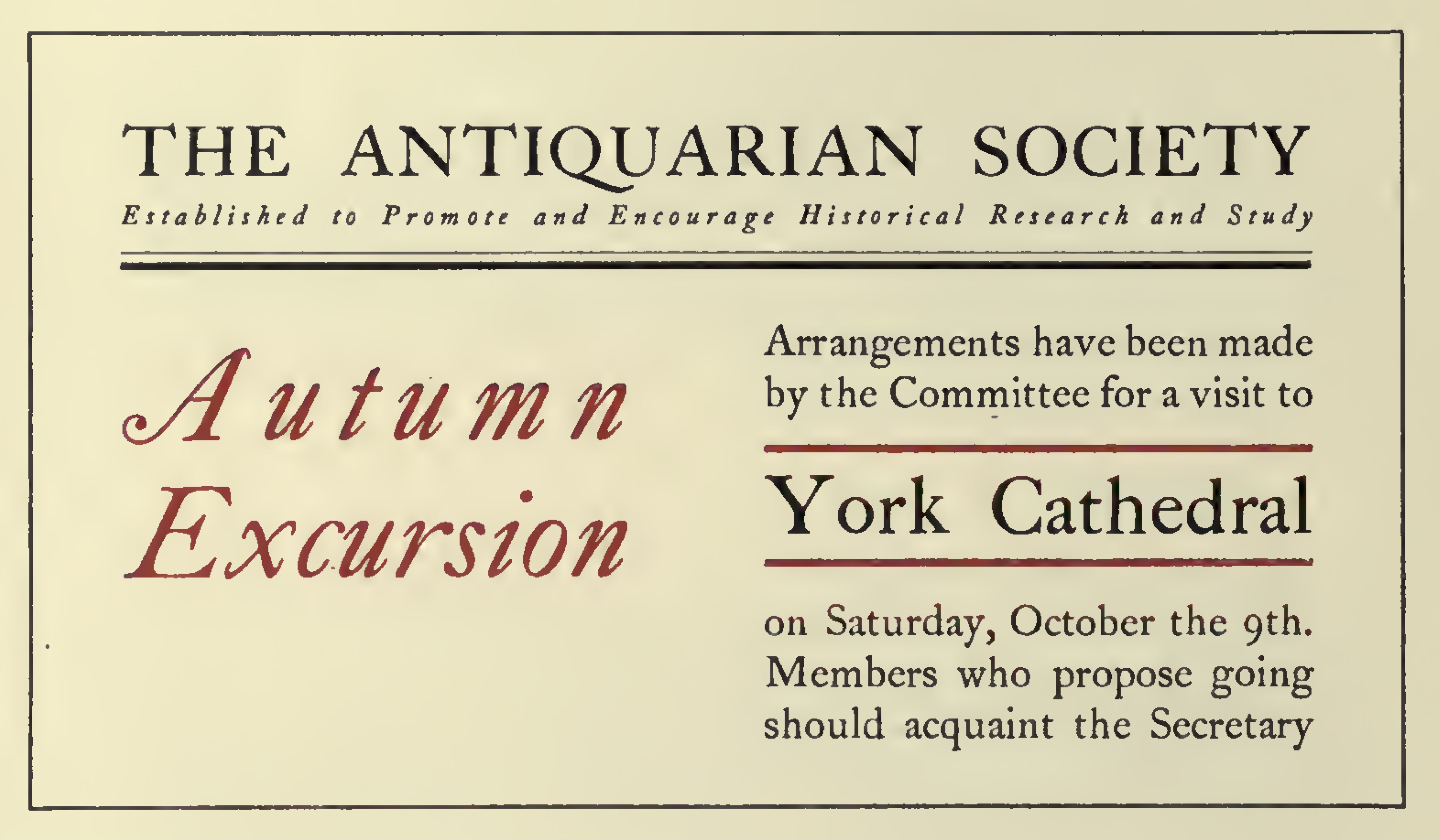
Caslon Old Face w przykładowej reklamie wykonanej przez zakład H.W. Caslon, 1915.

Niektóre kroje Caslona zostały w tamtym czasie wzbogacone o nowe elementy i odmiany, w szczególności o ozdobne wersaliki do druków historycystycznych i od około 1887 r. Caslon był sprzedawany już w wersji wzbogaconej o dodatkowe ozdobne glify. Howes opisuje je jako „oparte raczej na popularnej 22-punktowej kursywie autorstwa François Guyota z około 1557 r. stosowanej w angielskim druku aż do wczesnych lat osiemnastego wieku”. Od około 1893 roku firma zaczęła dodatkowo modyfikować glify z oryginalnego Caslona, aby uczynić krój bardziej regularnym i stworzyć matryce, które łatwiej mogą być odlewane maszynowo. Ze względu jednak na markę, jaką był już wtedy Caslon, niektóre z nowych wersji i modyfikacji oryginalnych krojów ostatecznie nie zostały opublikowane i dopuszczone do użytku. Odlewnia H.W. Caslon udzielała także licencji na wykorzystanie innych swoich matryc drukarskich tworzonych metodą galwanotechniki, chociaż niektóre firmy mogły również wykonywać nieautoryzowane kopie.

Firmy Monotype i Linotype także miały w swojej ofercie krój Caslon Old Face, który oparty był (lub miał być) na oryginalnych czcionkach Caslona. Wersja wypuszczona przez firmę Linotype została potem zdygitalizowana i wydana przez Bitstream.

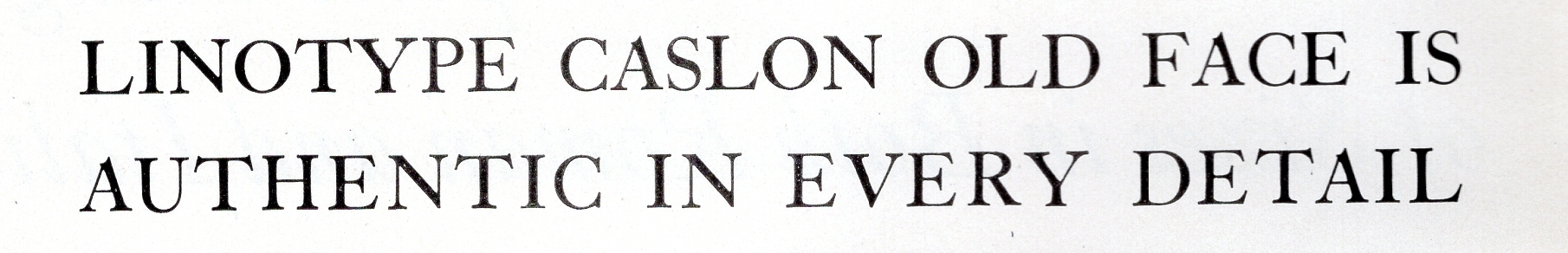
Linotypowa adaptacja kroju Caslon Old Face. Wznowienie to zostało przygotowane na podstawie czcionek dostarczonych przez zakład H.W. Caslon, chociaż niektóre z nich zostały wycięte dopiero pod koniec XIX w. i nie są oryginalnym dziełem Caslona.

W 1937 r. odlewnię H.W. Caslon & Sons nabyła i wchłonęła spółka Stephenson Blake & Co.

### Caslon 471

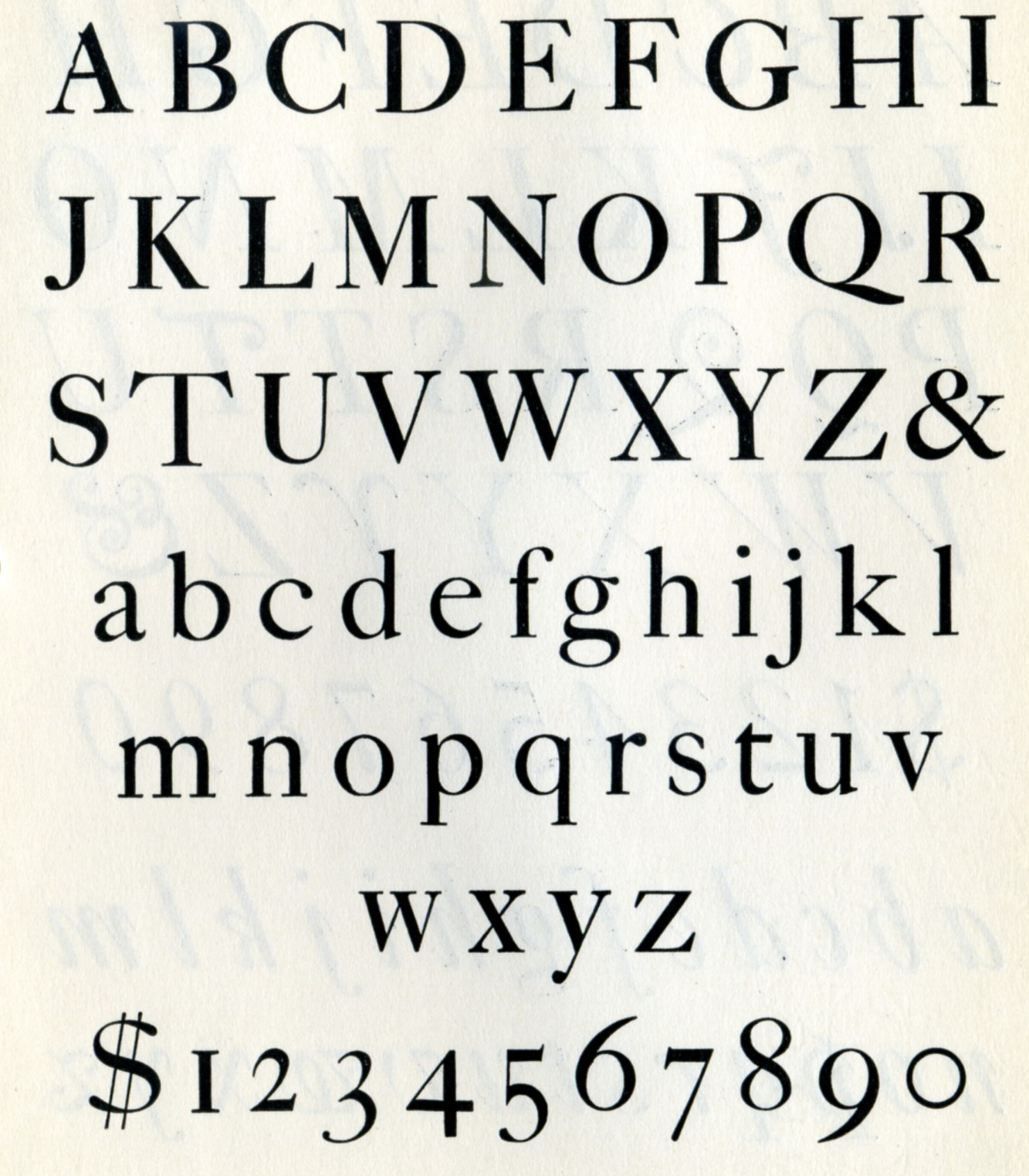
Wzornik z krojem Caslon 471. W większych stopniach pisma glif „C” miał dwa szeryfy.

Caslon 471 był wydaniem „oryginalnego” kroju Caslona odtworzonym z pierwszych matryc będących w posiadaniu ATF. Opisywany był jako: „Caslon Old Style w odmianach prostej i kursywnej, dokładnie takich, jakie William Caslon opublikował w 1766 roku”.

### Caslon 540

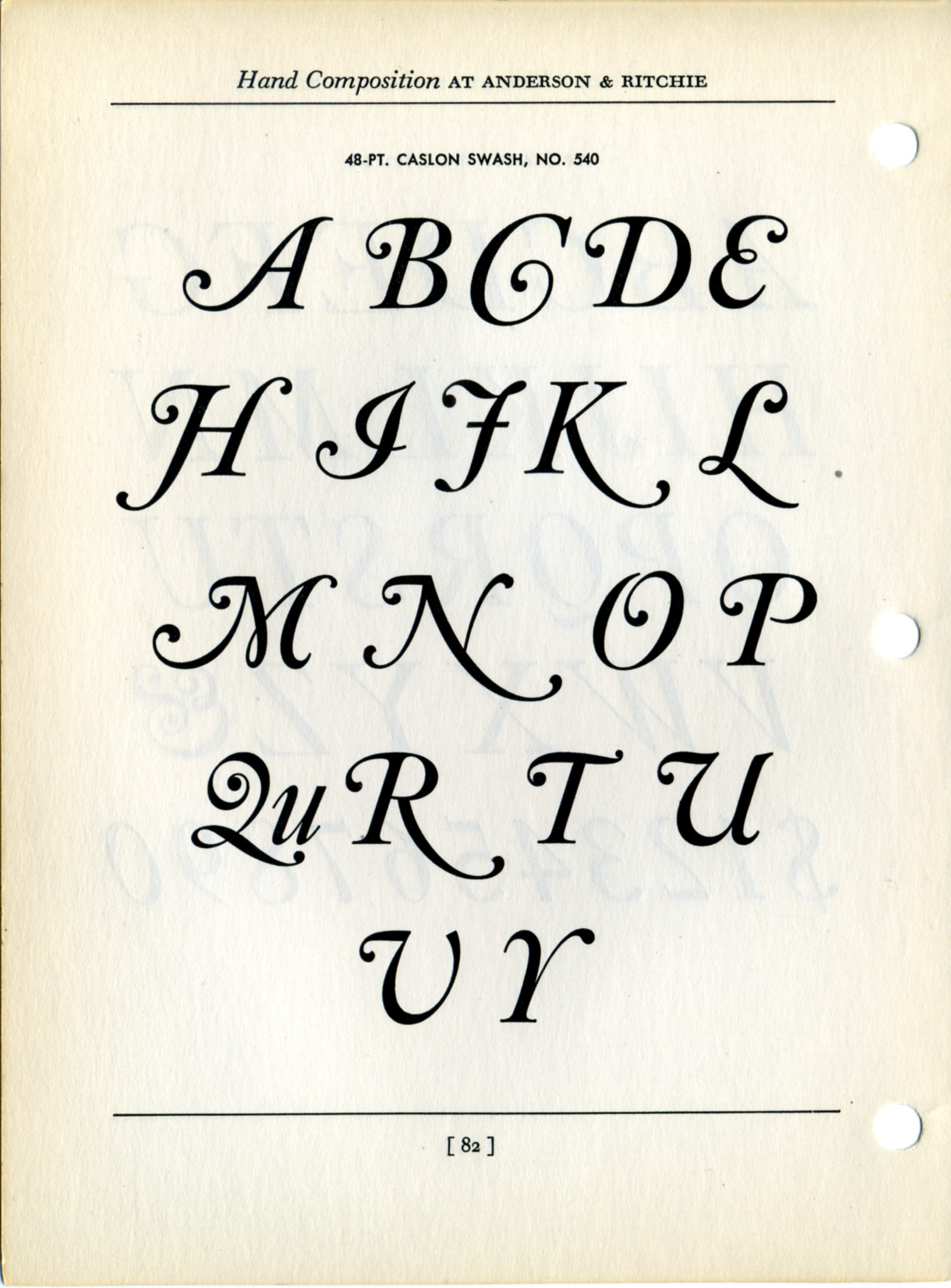
Ozdobne wersaliki z kroju Caslon 540. Zwraca uwagę skomplikowany, dekoracyjny rysunek „I”, które nie przypomina „J”

Caslon 540 był drugim wariantem wypuszczonym przez ATF. Wydłużenia dolne glifów zostały w nim skrócone, aby umożliwić ciaśniejszy skład na mniejszej interlinii. Kursywa ze zmodyfikowanymi ozdobnikami została zaprojektowana przez Letraset. W rezultacie często sprzedawana była osobno i stosowana jako samodzielna odmiana, bez odniesienia do swojej wersji prostej.

### Caslon 3
Mniejsza i pogrubiona wersja Caslona 540 wprowadzona do obiegu przez ATF w 1905 roku. Dom typograficzny BitStream sprzedawał Caslona 3 pod nazwą Caslon Bold jako dodatek do wersji Caslon 540. Rosyjskie studio ParaType wydało oba kroje z glifami zaprojektowanymi także dla cyrylicy.

### Caslon Openface
Ozdobna czcionka szeryfowa z bardzo wysoką linią górną pisma popularna w Stanach Zjednoczonych. Pomimo noszonej nazwy, nie ma ona żadnego związku z Caslonem – odmiana Openface była dokonaną przez ATF Barnhart Brothers & Spindlers adaptacją francuskiego kroju Le Moreau-le-Jeune stworzonego przez Fonderie Deberny et Peignot w Paryżu.

### Wersje Monotype (Wielka Brytania)
Brytyjska firma Monotype wyprodukowała trzy wznowienia Caslona.
- 1903, Series 20, Old Face Special
- 1906, Series 45, Old Face Standard
- 1915, Series 128 & 209, Caslon & Caslon Titling

### Imprint
Wykonanie bardziej regularnej adaptacji Caslona zostało zlecone przez Monotype londyńskim wydawcom „The Imprint” – krótko istniejącego czasopisma drukarskiego wydawanego od 1913 roku. Krój Imprint cechowała podniesiona wysokość x. Krój ten miał także na celu zaoferować nowy projekt kursywy. Od swojego powstania cieszył się dużą popularnością i po jakimś czasie został zdygitalizowany przez Monotype.

### Wersja Ludlow Typograph Company (USA)
Dom typograficzny Ludlow z USA zaprojektował i opublikował wiele odmian krojów pisma Caslon.

### Caslon 641
Nowa wersja Caslona 540 wydana przez ATF w 1966 roku.

### Caslon 223i224
Caslon 223 i 224 należą do rodziny zaprojektowanej przez Eda Benguiat'a i wydanej przez ITC. Podobnie jak wiele innych rodzin wypuszczonych na rynek przez ITC mają agresywną, odważną i zorientowaną na reklamę strukturę, nie związaną zbyt ściśle z oryginalnym projektem Caslona.

## Wersje cyfrowe

Ligatury w Adobe Caslon Pro. Nie są to oryginalne, historyczne elementy.

### Adobe Caslon(1990)
Adobe Caslon jest bardzo popularnym krojem autorstwa Carol Twombly. Powstał w oparciu o oryginalny wzornik Caslona odbity między rokiem 1734 a 1770 i obecnie jest częścią programu Adobe Originals. W wersji elektronicznej dodano wiele elementów dziś należących do standardu zdygitalizowanych krojów, takich jak: kapitaliki, ligatury, ozdobne glify, ułamki itd.
Adobe Caslon jest używany do składania tekstu dziełowego dziennika „The New Yorker”, jest też jednym z dwóch oficjalnych krojów stosowanych przez University of Virginia. Jest dostępny w bibliotece Adobe Typekit.

### Big Caslon(1994)

Podglądy dwóch alternatywnych odmian Caslona zaprojektowanych dla dużego i małego stopnia pisma.

Big Caslon Matthew Cartera został zainspirowany wyglądem pisma Caslona w trzech największych zaprojektowanych przez jego odlewnię stopniach. Jego projekt posiada unikalny rysunek z dużym kontrastem, bardzo odmienny od projektów Caslona i przypominający bardziej prace Josepha Moxona. Krój ten przeznaczony jest do stosowania przy składzie 18-punktowym lub większym. Standardowo jest dołączany do systemu operacyjnego MacOS firmy Apple w wydaniu obejmującym kapitaliki i warianty takie jak długie s. Projekt Cartera początkowo opublikowany przez firmę Carter & Cone w 2014 r. został przez niego następnie uzupełniony o styl pogrubiony i pochyły i ponownie opublikowany przez zakład typograficzny Font Bureau. Krój Big Caslon stosowany jest przez magazyn „Boston” i dziennik „Harvard Crimson”.

### LTC Caslon(2005)
LTC Caslon to cyfrowa wersja 14-punktowego Caslona 337 z 1915 r. wydanego przez Lanston Type Company, która wypuściła też kilka innych wersji kroju wzorowanego na oryginalnym Caslonie. Do tej rodziny należą kroje antykwowe i pogrubione, z zaprojektowanymi ułamkami, ligaturami, kapitalikami (tylko dla antykwy i kursywy), glifami ozdobnymi (tylko dla antykwy i kursywy) i glifami dla alfabetów środkowoeuropejskich. Godną uwagi cechą kroju LTC Caslon jest to, że podobnie jak w niektórych wersjach Caslona wykonywanych składem gorącym, jego projekt zawiera dwa osobne warianty wydłużeń dolnych dla wszystkich stylów: dłuższe, dla tworzenia bardziej eleganckich projektów, lub krótkie – umożliwiające bardziej zwarty skład na mniejszej interlinii.
We wczesnej sprzedaży do wydania LTC Caslon dołączano płytę CD z muzyką The William Caslon Experience oraz limitowaną wersję kursywy LTC Caslon Remix.

### Williams Caslon Tekst(2010)
Nowoczesna próba uchwycenia ducha Caslona autorstwa Williama Berksona przeznaczona do używania w tekście dziełowym. Chociaż ten krój nie ma na celu dokładnego naśladowania oryginału, pod wieloma względami podąża za pierwotnym projektem Caslona. Rysunek glifów jest mocniejszy niż w wielu wcześniejszych wznowieniach kroju, aby dostosować go do nowego procesu drukowania, a kursywa jest mniej pochylona niż w wielu innych wersjach Caslona. Berkson opisał swoje wybory projektowe w obszernej serii artykułów.
William Caslon Text wydany przez Font Bureau zawiera styl pogrubiony i pogrubioną kursywę, a także kompletny zestaw elementów uzupełniających dla wszystkich odmian kroju (w tym m.in. kapitaliki), wariant z krótszymi wydłużeniami dolnymi i „modernistyczną”, mniej ozdobną kursywą upraszczającą grafem „A”, aby uzyskać bardziej oszczędny wygląd tekstu. William Caslon Text jest obecnie używany w magazynach „Boston” i „Foreign Affairs”.
Ważną cechą tego wznowienia Caslona jest jego szerokie „T”, które może dość nieporadnie łączyć się z glifem „h”. W związku z tym wśród wydawnictw cyfrowych standardem stało się oferowanie inspirowanej tradycyjną kaligrafią ligatury „Th” w celu osiągnięcia bardziej zwartego zapisu tych znaków. Adobe Caslon, LTC Caslon, Williams Caslon Text i Big Caslon (tylko kursywa w wydaniu Font Bureau) – wszystkie te kroje zawierają ligaturę „Th” jako domyślną lub alternatywną dla danego kroju pisma.

## Stylizowane wznowieniaCaslona

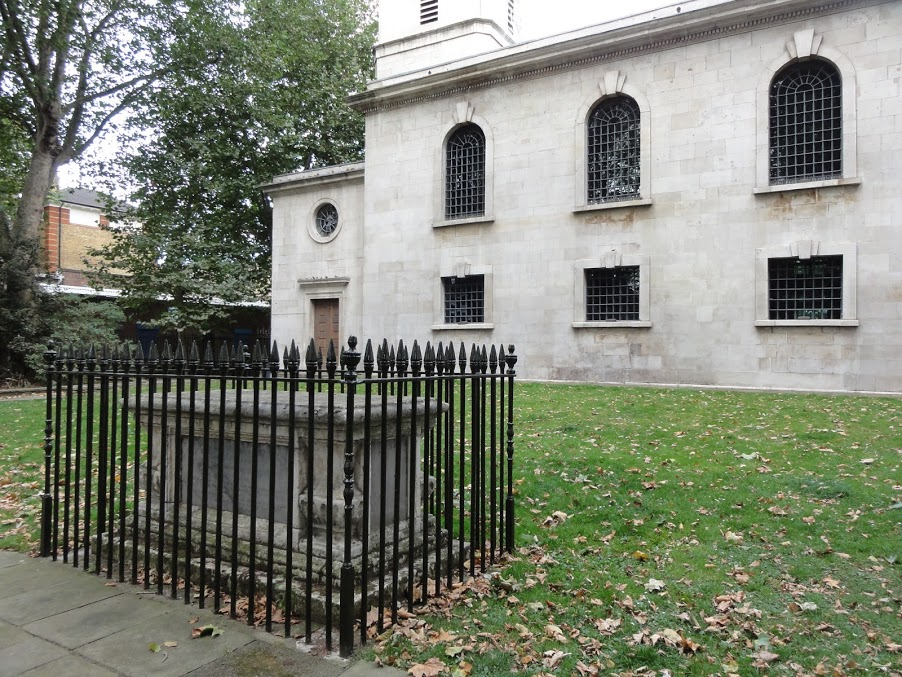
Grobowiec rodzinny Caslonów przy kościele św. Łukasza w Londynie.

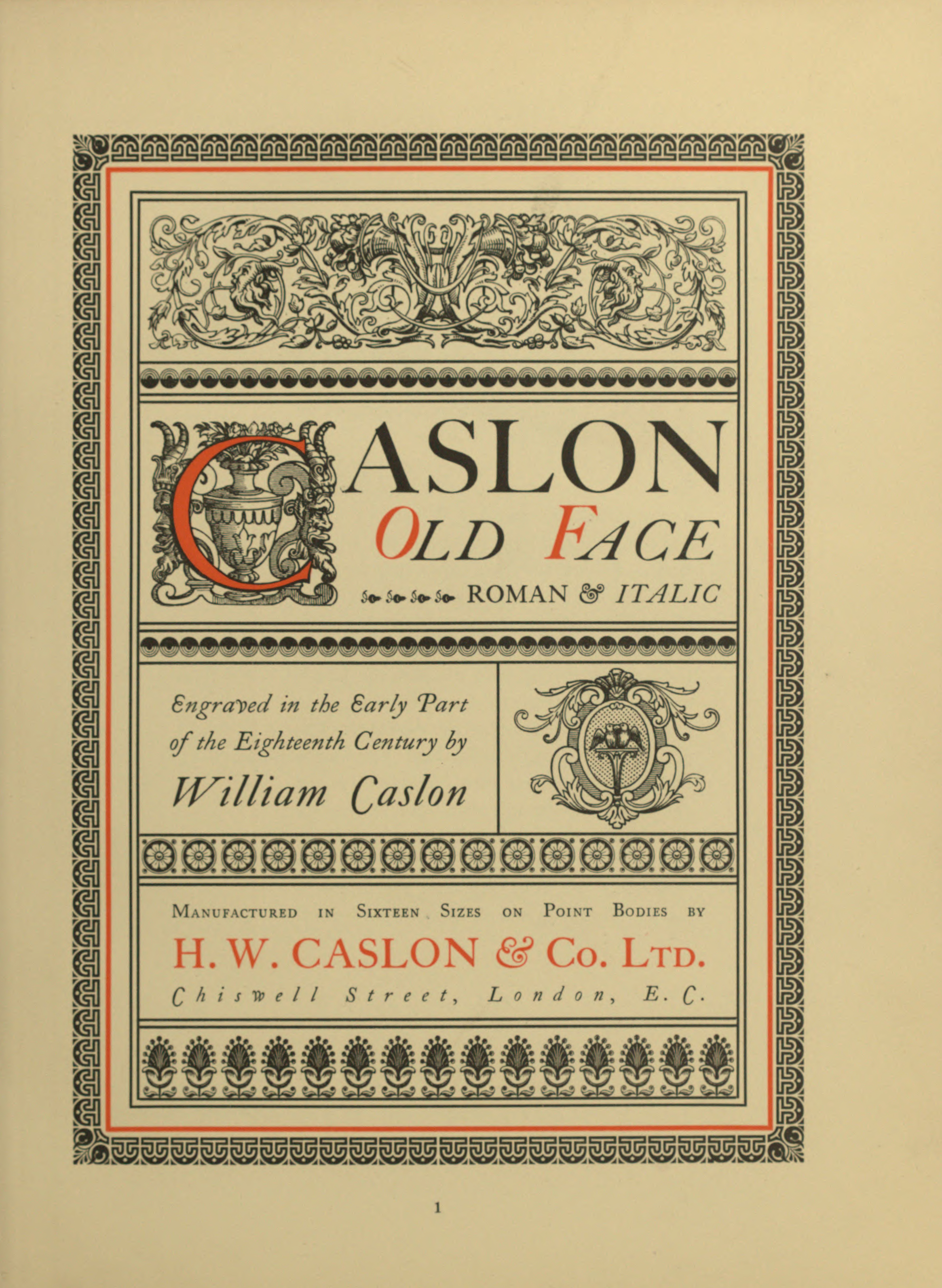
Egzemplarz broszury z XVIII-wiecznym projektem strony tytułowej złożonej krojem Caslon Old Face wydanym w r. 1915.

Kilka wznowień Caslona zostało zaprojektowanych z celową stylizacją na „podniszczone” – do rysunków glifów dodano w nich zamierzone zniekształcenia, aby lepiej naśladowały nieregularny i nierówny charakter druku tradycyjnymi metalowymi czcionkami.

### Caslonw wydaniu ITC Founder (1998)
Caslona dla firmy ITC Founder zdygitalizował Justin Howes. Wykorzystał on zasoby St Bride Library w Londynie, aby dokładnie zbadać i przeanalizować styl Williama Caslona i stworzony przez niego krój. W przeciwieństwie do poprzednich cyfrowych wznowień, ta rodzina krojów ściśle przestrzega tradycji tworzenia osobnych czcionek przeznaczonych do odbijania różnych stopni pisma. Stylizowane zniekształcenia glifów zaprojektowane dla tego kroju różnią się więc w zależności od jego wielkości, dopasowując efekt do tego dawanego przez metalową czcionkę i zwiększając „czystość odciśnięcia” wraz ze zwiększaniem odbijanego stopnia pisma.
Ta rodzina krojów pisma została wydana przez ITC w grudniu 1998. Naśladując oryginalny krój Caslona, nie zawiera ona odmiany bold i stosuje stary styl zapisu wszystkich cyfr.

#### Wersja H.W. Caslon
Po wydaniu Caslona przez ITC Founder, Justin Howes przywrócił do życia dawną nazwę H.W. Caslon & Company i wydał rozszerzoną wersję krojów ITC pod nazwą Founders Caslon.
Przykładowo Caslon Old Face został wydany m.in. w wersji 8, 10, 12, 14, 18, 22, 24, 30, 36, 42, 48, 60, 72, 96-punktowej. Każdy font z tej rodziny zawiera kapitaliki, długie „s” i glify ozdobne. Rozmiar 96-punktowy pojawia się tylko w antykwie i nie obejmuje kapitalików. Caslon Old Face został wydany w lipcu 2001 roku.
Caslon Ornaments to krój pisma zawierający ornamentalne glify.
Ta odmiana Caslona jest wydawana w następujących zestawach:
- Founders Caslon Text: Caslon Old Face (8, 10, 12, 14, 18), Caslon Ornaments[85].
- Founders Caslon Display: Caslon Old Face (22, 24, 30, 36, 42, 48, 60, 72), Caslon Ornaments[86].
- Founders Caslon 1776: Caslon Old Face (14), Caslon Ornaments[87]. Ten wariant to wybór odmian zastosowanych w Deklaracji Niepodległości Stanów Zjednoczonych.

Po śmierci Justina Howesa reaktywowany H.W. Caslon & Sons nie utrzymał się na rynku.

### NotCaslon(1995)
Wariacja na temat kursywy Caslona zaprojektowana przez Marka Andresena dla Emigre w 1995 r. Powstała przez połączenie różnych próbek wykonanych przez Caslona, „z projektów próbnych: odłamków, ścinków i wszystkiego”.

### Caslon Franklin (2006)

Caslon 540 w cyfrowej wersji wydanej przez Letraset. Na ilustracji pokazane zostały ozdobne i alternatywne warianty glifów.

Ten powstały w r. 2006 dla P22 projekt oparty jest na drukach Benjamina Franklina z 1750 r. Zastosowano w nim wyraźne i celowe zniekształcenia wyglądu glifów.

### Caslon Antique

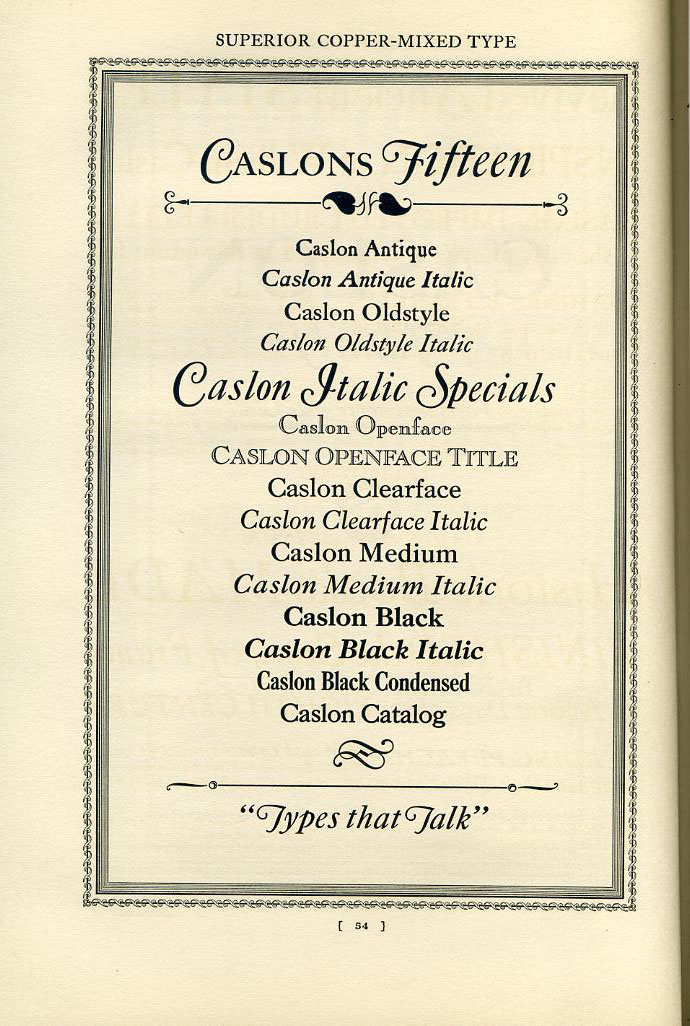
Kroje z amerykańskiej rodziny Caslona odbite z metalowej matrycy. Większość z nich nie ma nic wspólnego z oryginalnym projektem Williama Caslona.

Ten dekoracyjny szeryfowy krój pisma pierwotnie nazwano Fifteenth Century, jednak później nazwę tę zmieniono na Caslon Antique. Właściwie nie należy on do rodziny krojów pisma Caslon, ponieważ odstaje od nich wyglądem, nazwa „Caslon” natomiast została zastosowana tylko w celu nadania krojowi historycznego charakteru.

## Źródła historyczne
- Rowe More, Dissertation, 1778.
- John Nicols, Biographical and Literary Anecdotes of William Bowyer, 1782.
- John Nicols, Literary Anecdotes, 1812–1815.
- Talbot Baines Reed, A History of Old English Letter Foundries, 1897.
- Daniel Berkeley Updike, Printing types, their History, forms and use, 1937.